# Хлорид диоксованадия(V)
Хлорид диоксованадия(V) — неорганическое соединение, оксосоль металла ванадия и соляной кислоты с формулой (VO2)Сl, оранжево-красные кристаллы, реагирует с водой.

## Получение
- Реакция оксид-трихлорида ванадия с водой в концентрированной азотной кислоте:

{\displaystyle {\mathsf {VOCl_{3}+H_{2}O\ {\xrightarrow {}}\ (VO_{2})Cl+2HCl}}}

## Физические свойства
Хлорид диоксованадия(V) образует оранжево-красные кристаллы, очень гигроскопичные, разлагается водой.

## Химические свойства
- Разлагается при нагревании:

{\displaystyle {\mathsf {3(VO_{2})Cl\ {\xrightarrow {150^{o}C}}\ V_{2}O_{5}+VOCl_{3}}}}
- Реагирует с  водой:

{\displaystyle {\mathsf {10(VO_{2})Cl+8H_{2}O\ {\xrightarrow {}}\ H_{6}V_{10}O_{28}+10HCl}}}
- Реагирует с концентрированной соляной кислотой:

{\displaystyle {\mathsf {2(VO_{2})Cl+8HCl\ {\xrightarrow {0^{o}C}}\ 2VCl_{4}\downarrow +Cl_{2}\uparrow +4H_{2}O}}}
{\displaystyle {\mathsf {2(VO_{2})Cl+4HCl\ {\xrightarrow {100^{o}C}}\ 2VOCl_{2}+Cl_{2}\uparrow +2H_{2}O}}}
- Реагирует с щелочами:

{\displaystyle {\mathsf {2(VO_{2})Cl+2NaOH\ {\xrightarrow {}}\ V_{2}O_{5}\downarrow +2NaCl+H_{2}O}}}
- Восстанавливается атомарным водородом:

{\displaystyle {\mathsf {(VO_{2})Cl+H_{Zn,HCl}^{0}+HCl\ {\xrightarrow {\tau }}\ VOCl_{2}+H_{2}O}}}
- Является сильным окислителем:

{\displaystyle {\mathsf {2(VO_{2})Cl+2KI+4HCl\ {\xrightarrow {}}\ 2VOCl_{2}+I_{2}\downarrow +2KCl+2H_{2}O}}}
{\displaystyle {\mathsf {2(VO_{2})Cl+H_{2}S+2HCl\ {\xrightarrow {}}\ 2VOCl_{2}+S\downarrow +2H_{2}O}}}